# Red Line (Cleveland)
| Eröffnung: | 15. März 1955 erstes Teilstück           |                                                      |                                                      |
| Streckenlänge: | 19,1 Meilen (30,7 km)                    |                                                      |                                                      |
| Stationen: | 18                                       |                                                      |                                                      |
| Spurweite: | 1435 mm                                  |                                                      |                                                      |
| Stromversorgung: | 600 V Gleichspannung mittels Oberleitung |                                                      |                                                      |
| \| \| \| NS Nickel Plate Line von Buffalo \| \| \| \| \| Louis Stokes Station at Windermere \| \| \| \| \| vom ehem. Betriebshof Windermere Yard \| \| \| \| \| Superior \| \| \| \| \| Euclid-East 120th \| \| \| \| \| University Circle \| \| \| \| \| East 105th-Quincy \| \| \| \| \| NS Cleveland Line nach Drawbridge von Pittsburgh \| \| \| \| \| East 79th \| \| \| \| \| Shaker Heights Rapid Transit Line von Shaker Heights \| \| \| \| \| Beginn Mischbetrieb mit Stadtbahn \| \| \| \| \| zur Hauptwerkstatt Central Rail Facility \| \| \| \| \| East 55th \| \| \| \| \| von der Hauptwerkstatt Central Rail Facility \| \| \| \| \| 55th Street Yard \| \| \| \| \| East 34th-Campus \| \| \| \| \| NS Nickel Plate Line \| \| \| \| \| \| \| \| \| \| Tower City-Public Square \| \| \| \| \| \| \| \| \| \| Ende Mischbetrieb mit Stadtbahn \| \| \| \| \| Waterfront Line nach South Harbor \| \| \| \| \| Cuyahoga \| \| \| \| \| West 25th-Ohio City \| \| \| \| \| West 35th Yard ehem. Betriebshof \| \| \| \| \| NS Nickel Plate Line \| \| \| \| \| West 65th-Lorain (Eco Village) \| \| \| \| \| West Boulevard-Cudell \| \| \| \| \| NS Chicago Line von Drawbridge \| \| \| \| \| NS Nickel Plate Line nach Chicago \| \| \| \| \| West 117th-Madison \| \| \| \| \| Triskett \| \| \| \| \| West Park \| \| \| \| \| Güteranschlussgleis kreuzt niveaugleich \| \| \| \| \| Puritas \| \| \| \| \| I-480 \| \| \| \| \| Brookpark (sic!) \| \| \| \| \| Brookpark Yard Betriebshof \| \| \| \| \| NS Chicago Line nach Chicago \| \| \| \| \| \| \| \| \| \| Airport \| \| |                                          |                                                      |                                                      |
| Strecke |                                          | NS Nickel Plate Line von Buffalo                     | NS Nickel Plate Line von Buffalo                     |
| Strecke · U-Bahn-Kopfbahnhof Streckenanfang |                                          | Louis Stokes Station at Windermere                   | Louis Stokes Station at Windermere                   |
| Strecke · U-Bahn-Abzweig geradeaus und ehemals von links |                                          | vom ehem. Betriebshof Windermere Yard                | vom ehem. Betriebshof Windermere Yard                |
| Strecke · U-Bahn-Haltepunkt / Haltestelle |                                          | Superior                                             | Superior                                             |
| Strecke · U-Bahn-Haltepunkt / Haltestelle |                                          | Euclid-East 120th                                    | Euclid-East 120th                                    |
| Strecke · U-Bahn-Haltepunkt / Haltestelle |                                          | University Circle                                    | University Circle                                    |
| Strecke · U-Bahn-Haltepunkt / Haltestelle |                                          | East 105th-Quincy                                    | East 105th-Quincy                                    |
| Kreuzung geradeaus unten · U-Bahn-Kreuzung mit Eisenbahn geradeaus unten · Strecke quer |                                          | NS Cleveland Line nach Drawbridge von Pittsburgh     | NS Cleveland Line nach Drawbridge von Pittsburgh     |
| Strecke · U-Bahn-Haltepunkt / Haltestelle |                                          | East 79th                                            | East 79th                                            |
| Strecke · U-Bahn-Abzweig geradeaus und von links |                                          | Shaker Heights Rapid Transit Line von Shaker Heights | Shaker Heights Rapid Transit Line von Shaker Heights |
| Strecke · U-Bahn-Strecke |                                          | Beginn Mischbetrieb mit Stadtbahn                    | Beginn Mischbetrieb mit Stadtbahn                    |
| Strecke · U-Bahn-Abzweig geradeaus und nach rechts |                                          | zur Hauptwerkstatt Central Rail Facility             | zur Hauptwerkstatt Central Rail Facility             |
| Strecke · U-Bahn-Bahnhof |                                          | East 55th                                            | East 55th                                            |
| Strecke · U-Bahn-Abzweig geradeaus und von rechts |                                          | von der Hauptwerkstatt Central Rail Facility         | von der Hauptwerkstatt Central Rail Facility         |
| Dienststation / Betriebs- oder Güterbahnhof · U-Bahn-Strecke |                                          | 55th Street Yard                                     | 55th Street Yard                                     |
| Strecke · U-Bahn-Haltepunkt / Haltestelle |                                          | East 34th-Campus                                     | East 34th-Campus                                     |
| Strecke nach links · U-Bahn-Kreuzung mit Eisenbahn geradeaus unten · Strecke quer |                                          | NS Nickel Plate Line                                 | NS Nickel Plate Line                                 |
| U-Bahn-Tunnelanfang |                                          |                                                      |                                                      |
| U-Bahn-Bahnhof (im Tunnel) |                                          | Tower City-Public Square                             | Tower City-Public Square                             |
| U-Bahn-Tunnelende |                                          |                                                      |                                                      |
| U-Bahn-Strecke |                                          | Ende Mischbetrieb mit Stadtbahn                      | Ende Mischbetrieb mit Stadtbahn                      |
| U-Bahn-Abzweig geradeaus und nach rechts |                                          | Waterfront Line nach South Harbor                    | Waterfront Line nach South Harbor                    |
| U-Bahn-Brücke über Wasserlauf |                                          | Cuyahoga                                             | Cuyahoga                                             |
| U-Bahn-Haltepunkt / Haltestelle |                                          | West 25th-Ohio City                                  | West 25th-Ohio City                                  |
| ehemaliger U-Bahn-Dienststation / Betriebs- oder Güterbahnhof |                                          | West 35th Yard ehem. Betriebshof                     | West 35th Yard ehem. Betriebshof                     |
| Strecke von links · U-Bahn-Kreuzung mit Eisenbahn geradeaus unten · Strecke quer |                                          | NS Nickel Plate Line                                 | NS Nickel Plate Line                                 |
| Strecke · U-Bahn-Haltepunkt / Haltestelle |                                          | West 65th-Lorain (Eco Village)                       | West 65th-Lorain (Eco Village)                       |
| Strecke · U-Bahn-Haltepunkt / Haltestelle |                                          | West Boulevard-Cudell                                | West Boulevard-Cudell                                |
| Kreuzung geradeaus unten · U-Bahn-Kreuzung mit Eisenbahn geradeaus unten · Strecke von rechts |                                          | NS Chicago Line von Drawbridge                       | NS Chicago Line von Drawbridge                       |
| Strecke nach rechts · U-Bahn-Strecke · Strecke |                                          | NS Nickel Plate Line nach Chicago                    | NS Nickel Plate Line nach Chicago                    |
| U-Bahn-Haltepunkt / Haltestelle · Strecke |                                          | West 117th-Madison                                   | West 117th-Madison                                   |
| U-Bahn-Haltepunkt / Haltestelle · Strecke |                                          | Triskett                                             | Triskett                                             |
| U-Bahn-Haltepunkt / Haltestelle · Strecke |                                          | West Park                                            | West Park                                            |
| U-Bahn-Kreuzung mit Eisenbahn · Abzweig geradeaus und von rechts |                                          | Güteranschlussgleis kreuzt niveaugleich              | Güteranschlussgleis kreuzt niveaugleich              |
| U-Bahn-Haltepunkt / Haltestelle · Strecke |                                          | Puritas                                              | Puritas                                              |
| U-Bahn-Strecke mit Straßenbrücke · Strecke mit Straßenbrücke |                                          | I-480                                                | I-480                                                |
| U-Bahn-Haltepunkt / Haltestelle · Strecke |                                          | Brookpark (sic!)                                     | Brookpark (sic!)                                     |
| U-Bahn-Dienststation / Betriebs- oder Güterbahnhof · Strecke |                                          | Brookpark Yard Betriebshof                           | Brookpark Yard Betriebshof                           |
| U-Bahn-Strecke · Strecke nach links |                                          | NS Chicago Line nach Chicago                         | NS Chicago Line nach Chicago                         |
| U-Bahn-Tunnelanfang |                                          |                                                      |                                                      |
| U-Bahn-Kopfbahnhof Streckenende (im Tunnel) |                                          | Airport                                              | Airport                                              |

Die RTA Red Line, auch RTA Route 66, im Volksmund Red Line Rapid, ist ein normalspuriges U-Bahn-System in Cleveland im US-Bundesstaat Ohio. Es wurde 1955 eröffnet, ist 19,2 Meilen (30,7 km) lang und hat 18 Stationen. Eigentümerin und Betreiberin ist die regionale Verkehrsgesellschaft Greater Cleveland Regional Transit Authority (RTA).
Die Red Line ist die einzige der Stadt, die als U-Bahn eingestuft werden kann. Sie verläuft beinahe zur Gänze entlang von Eisenbahnstrecken und ist auf eine hohe Beförderungsleistung ausgelegt, die sie jedoch nie erreicht hat.

## Verlauf

Verlauf der Red Line

Die Red Line beginnt am Bahnhof Louis Stokes Station at Windermere in East Cleveland, rund 9,7 km Luftlinie nordöstlich des Stadtzentrums und 2 km hinter der Stadtgrenze Clevelands. Der Bahnhof liegt neben der Nickel Plate Line der Norfolk Southern (NS) von Buffalo, die hier in Nordost-Südwest-Richtung verläuft.
Beide Linien verlaufen zunächst einige Kilometer parallel zueinander in Richtung Innenstadt. Rund 4,5 km südöstlich davon, an der Station  East 55th, mündet von Osten her die Shaker Heights Rapid Transit Line ein, die von den Blue und Green Lines befahren wird. Gleichzeitig weitet sich der Bahnkörper stark auf; die nördliche Hälfte nimmt der Güterbahnhof 55th Street Yard der Norfolk Southern ein, die südliche Hälfte die 1984 eröffnete RTA-Hauptwerkstatt (Central Rail Facility). Beide Strecken schwenken nun nach Nordwesten ein und durchqueren in ihrem weiteren Verlauf das weitgehend abgebaute, östliche Gleisvorfeld des ehemaligen innerstädtischen Zentralbahnhofs im Tower City Center.

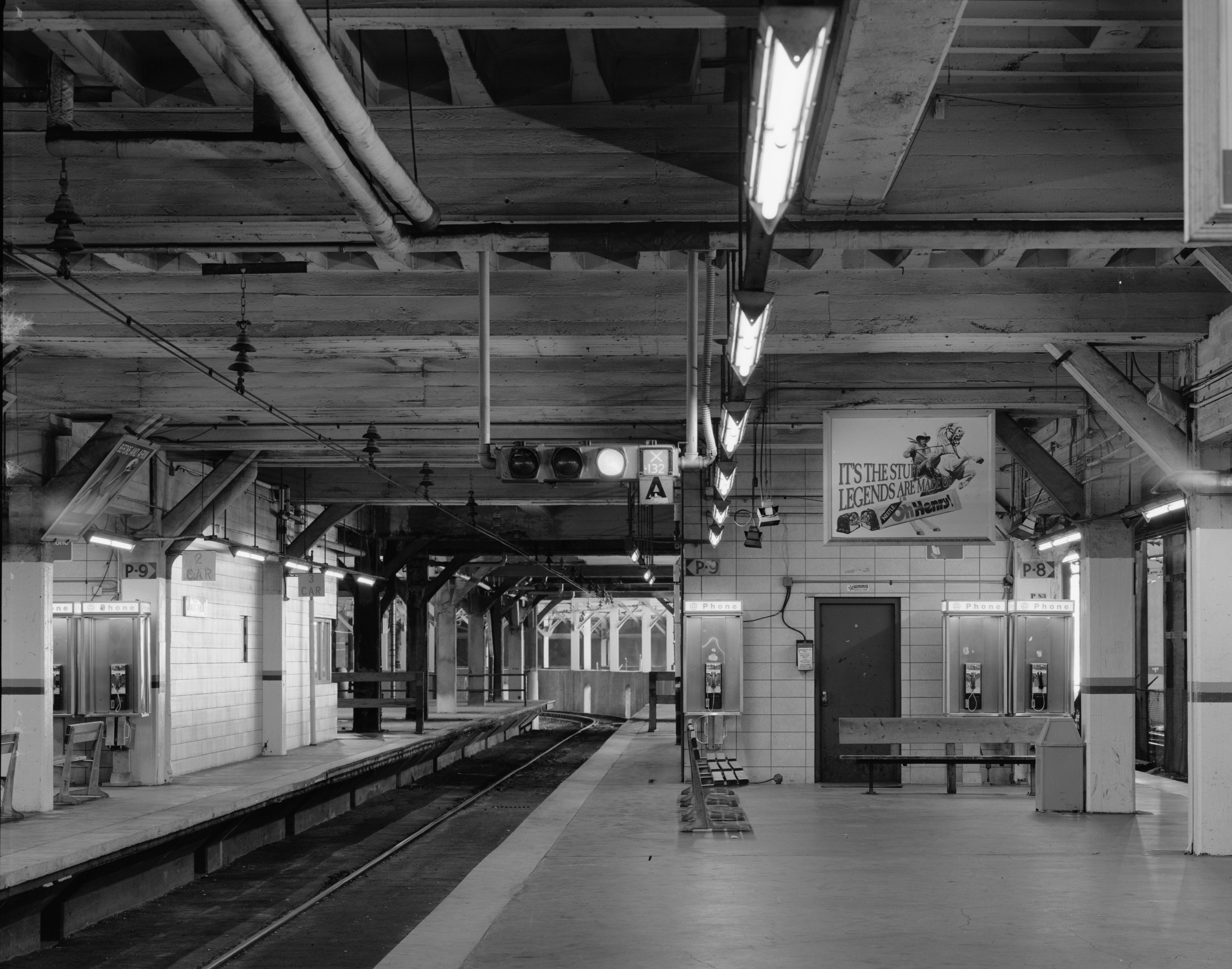
Bahnsteige im Tower City Center

Während die Nickel Plate Line hier nach Südwesten ausfädelt und den Cuyahoga überquert, hält die Red Line auf das Tower City Center zu, das am Südlichen Rand des Stadtzentrums am rechten Flussufer liegt. Die Station Tower City–Public Square befindet sich in Tieflage unterhalb des weitläufigen Bürokomplexes neben dem ehemaligen Personenbahnhof. Unmittelbar dahinter fädelt nach Norden hin die Waterfront Line der Blue und Green Lines aus. Die Red Line schwenkt wieder nach Südwesten ein und überquert auf einem langen und hohen Viadukt nun ebenfalls den Cuyahoga.
Hinter der Station West 25th–Ohio City wird wiederum die Nickel Plate Line erreicht, die im Vergleich zur Red Line eine Abkürzung über den Fluss genommen hat. Beide Strecken verlaufen nun weiter Richtung Westen bis zur Unterquerung der Chicago Line der Norfolk Southern hinter der Station West Boulevard–Cudell in Höhe der West 102nd Street. Dort biegt die Red Line wieder nach Südwesten ein und folgt der Chicago Line bis in Höhe des Vororts Brook Park. Dort verlässt sie den Bahnkörper und mündet in einen Tunnel, der ein Stück Richtung Westen bis zum unterirdischen Flughafenbahnhof Airport direkt vor dem Terminalgebäude führt. Dieser Bahnhof liegt rund 15,5 km Luftlinie südwestlich vom Tower City Center.

## Erscheinungsbild

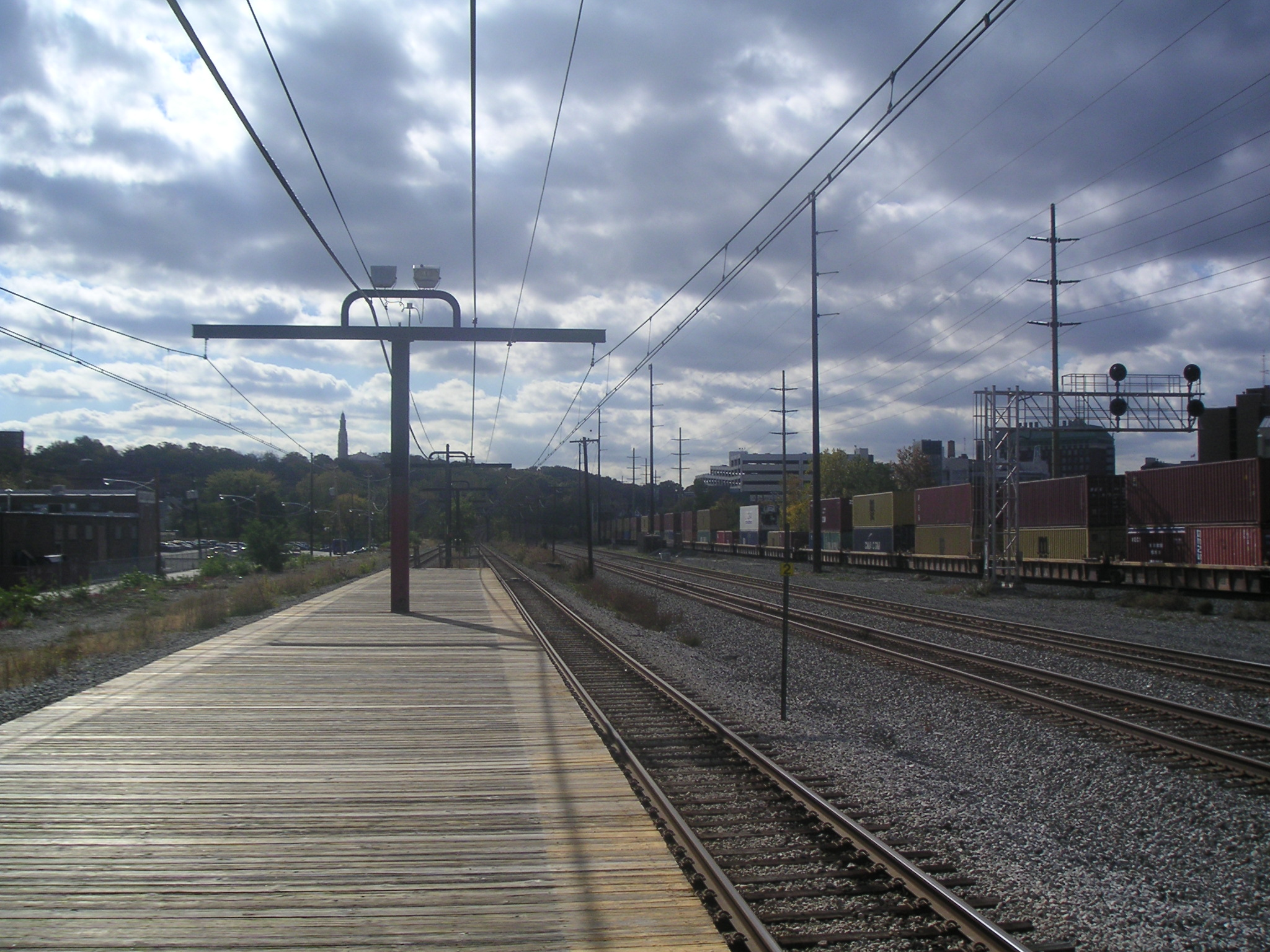
Die Red Line im Bereich Euclid-East 120th

Die Strecke ist bis auf den kurzen Tunnel am Flughafen und den Bahnhof unter dem Tower City Center vollständig oberirdisch angelegt. Die Trasse verläuft dabei – ähnlich vieler S-Bahnen in europäischen Ballungsräumen – auf einem eigenen Gleispaar entlang der genannten Eisenbahnstrecken. Die Strecke ist durchgehend zweigleisig, mittels Oberleitung elektrifiziert und praktisch vollständig kreuzungsfrei angelegt. Die Stationen liegen relativ gleichmäßig weit auseinander. Das Lichtraumprofil orientiert sich mit einer Breite von 3,15 m an konventionellen Eisenbahnen.

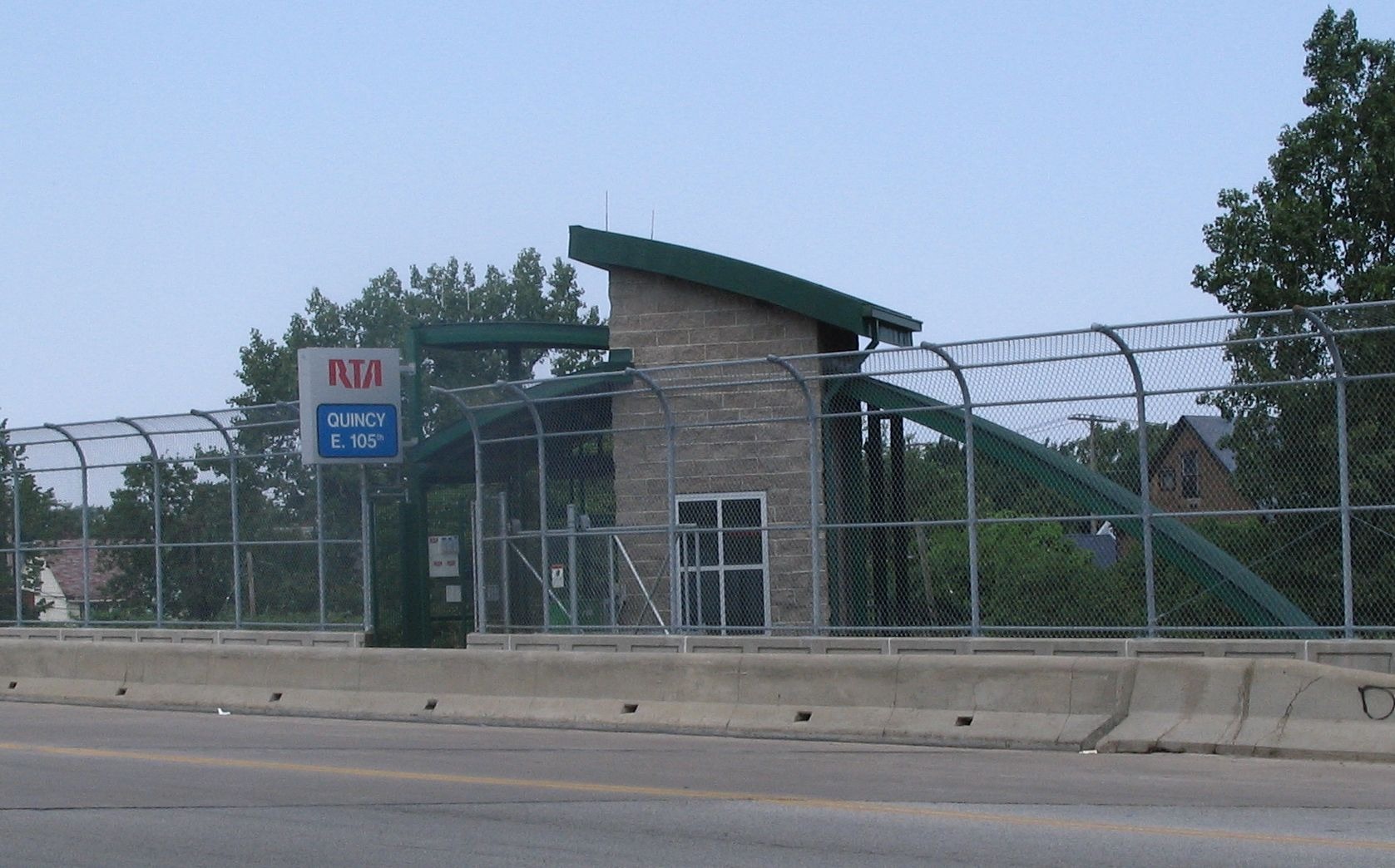
Typischer Eingang auf einer Straßenbrücke

Viele der Bahnhöfe liegen an Kreuzungspunkten der Bahnstrecken mit wichtigen innerstädtischen Straßenverkehrswegen. Die Zugang erfolgt über die Straßenbrücken oder liegt – bei Unterführungen – seitlich daneben. Ebenso gibt es Zugänge über Gebäude neben der Strecke mit angeschlossener Personenunterführung. Alle Stationen haben Hochbahnsteige und sind tagsüber mit Personal besetzt.
Bis auf den Flughafenbahnhof und West 25th–Ohio City sind alle Stationen auf dem westlichen Streckenast mit Park-and-Ride-Anlagen ausgestattet. Auf dem östlichen Streckenast verfügen nur die beiden äußersten Stationen, Windermere und Superior, über solche Anlagen. Die Parkplätze entstanden kurz nach der Eröffnung, als sich in den Vororten ein starker Trend abzeichnete, mit dem Auto zum Bahnhof zu fahren.
Die Stationen waren ursprünglich recht einfach ausgestattet. Die Bahnsteige besaßen ein einfaches Tragwerk und waren mit Holzplatten beplankt. Die Stationsgebäude waren sehr klein, die Überdachungen waren einfache Konstruktionen aus Stahlprofilen und Wellblech oder Ähnlichem. Seit den 1990er Jahren werden die Stationen nach und nach abgebrochen und wesentlich großzügiger, hochwertiger und behindertengerecht neu gebaut. Die Arbeiten sind derzeit (2009) bei etwa der Hälfte der Bahnhöfe abgeschlossen.
Zwischen der Einmündung der Shaker Heights Rapid Transit Line an der Station East 55th und dem Abzweig der Waterfront Line hinter der Tower City verkehrt die Red Line zusammen mit den Blue und Green Lines im Mischbetrieb. Weil diese beiden anderen Linien nach Straßenbahn-Standards gebaut sind, besitzen die drei Bahnhöfe auf diesem Abschnitt hohe und niedrige Bahnsteigabschnitte.
Die Red Line war von Beginn an auf hohe Beförderungsleistungen ausgelegt. Die Bahnsteige ließen 90 Meter lange Züge zu. Da diese Kapazitäten heute nicht mehr benötigt werden, wurden die Bahnsteige entsprechend verkürzt. Einige der neu gebauten Bahnhöfe wirken angesichts des Verkehrsaufkommens etwas überdimensioniert.

## Entstehung
Die Geschichte der Red Line geht zurück auf das Immobilien- und Eisenbahnimperium der Gebrüder Van Sweringen. Diese hatten in Shaker Heights östlich von Cleveland ein großes Immobilienprojekt entwickelt und das Gebiet mit einer Überlandstraßenbahn, der Shaker Heights Rapid Transit Line, an die Innenstadt angebunden. Deren großer Erfolg ermutigte die Van Sweringens zur Planung einer weiteren derartigen Bahnlinie, diesmal entlang ihrer Eisenbahnstrecke, der Nickel Plate Road und heutigen Nickel Plate Line der Norfolk Southern. Die Strecke sollte dabei über den neuen Zentralbahnhof Cleveland Union Terminal (CUT) in der Tower City führen. Die Bauarbeiten begannen 1928 auf dem östlichen Streckenabschnitt, doch der Zusammenbruch des Van-Sweringen-Imperiums während der Großen Depression ließ die Arbeiten zum Erliegen kommen.
Die Planungen wurden erst 1942 unter der städtischen Verkehrsgesellschaft Cleveland Transit System (CTS) wieder aufgenommen. Die Bauarbeiten für die Downtown Rapid Transit Line begannen 1952, und am 15. März 1955 konnte das erste Teilstück von Windermere bis Tower City-Public Square eröffnet werden. Der Abschnitt bis West 117th-Madison folgte am 14. August desselben Jahres, West Park war am 15. November 1958 erreicht. Die Trasse erwarb die CTS von der Nickel Plate, die Zufahrt zur Tower City mitsamt dem gut 1 km langen Viadukt über den Cuyahoga von der Cleveland Union Terminal Railroad. Das Projekt wurde über einen Kredit von 29,5 Millionen Dollar aus Bundesmitteln der Reconstruction Finance Corporation (RFC) finanziert.
Zehn Jahre später, am 15. November 1968, ging die 18 Millionen Dollar teure Verlängerung zum Flughafen in Betrieb. Damit war Cleveland die erste Stadt in den Vereinigten Staaten mit direkter U-Bahn-Verbindung zum Flughafen. Auch hierfür gab es Unterstützung von der Bundesregierung, diesmal jedoch in Form von Zuschüssen.

## Ausbauplanungen
Im Laufe der Zeit kamen zahlreiche Planungen zur Netzerweiterung auf. Bereits 1953 wurde der Bau einer U-Bahn-Strecke durch die Innenstadt beschlossen, diese Entscheidung wurde aber 1959 wieder rückgängig gemacht. Weitere Planungen aus den 1960ern, Strecken nach Cleveland Heights im Osten, Maple Heights im Südosten und Bay Village im Westen zu bauen, scheiterten an finanziellen Hürden.
Die derzeitigen Planungen der RTA sehen für die nächsten Jahre die Modernisierung weiterer Bahnhöfe vor. Einige der Stationen auf dem östlichen Streckenabschnitt sollen dabei außerdem ein Stück weit verlegt werden. Dadurch sollen sie näher an die Bebauung heranrücken und eine bessere Busanbindung erhalten.
1997 beschloss die RTA eine Verlängerung um 5,6 km und eine Station nach Südwesten bis in den Vorort Berea. Dazu soll die Streckenführung im Bereich des Flughafens geändert werden. Die Red Line soll dort künftig auf einer Hochbahn verkehren und der bisherige U-Bahnhof geschlossen werden. Das Projekt scheint jedoch in weite Ferne gerückt zu sein.

## Betrieb

### Rollmaterial
Bislang kamen auf der Red Line drei verschiedene Fahrzeugtypen zum Einsatz. Die Bluebirds, die Airporters und die heute ausschließlich eingesetzten Tokyu-Wagen. In Zukunft ist die Beschaffung von Fahrzeugen des Typs S200 von Siemens vorgesehen.
Bluebirds
Die anfänglich erworbenen Fahrzeuge bauten technisch auf dem PCC-Wagen auf und wurden von St. Louis Car geliefert. Die 46,5 Fuß (14,18 m) langen Vierachser boten etwa 40 Sitzplätze und wurden wegen ihrer blauen Lackierung „Bluebirds“ genannt. 1955 wurden zunächst 68 Wagen dieses Typs beschafft; für die Verlängerung nach West Park 1958 kamen weitere 20 Fahrzeuge hinzu. Die bauartbedingte Höchstgeschwindigkeit betrug 55 mph (88 km/h). Aus den insgesamt 18 Solo- und 35 Doppeltriebwagen wurden anfänglich Züge mit bis zu sechs Wagen Länge gebildet.
Airporters

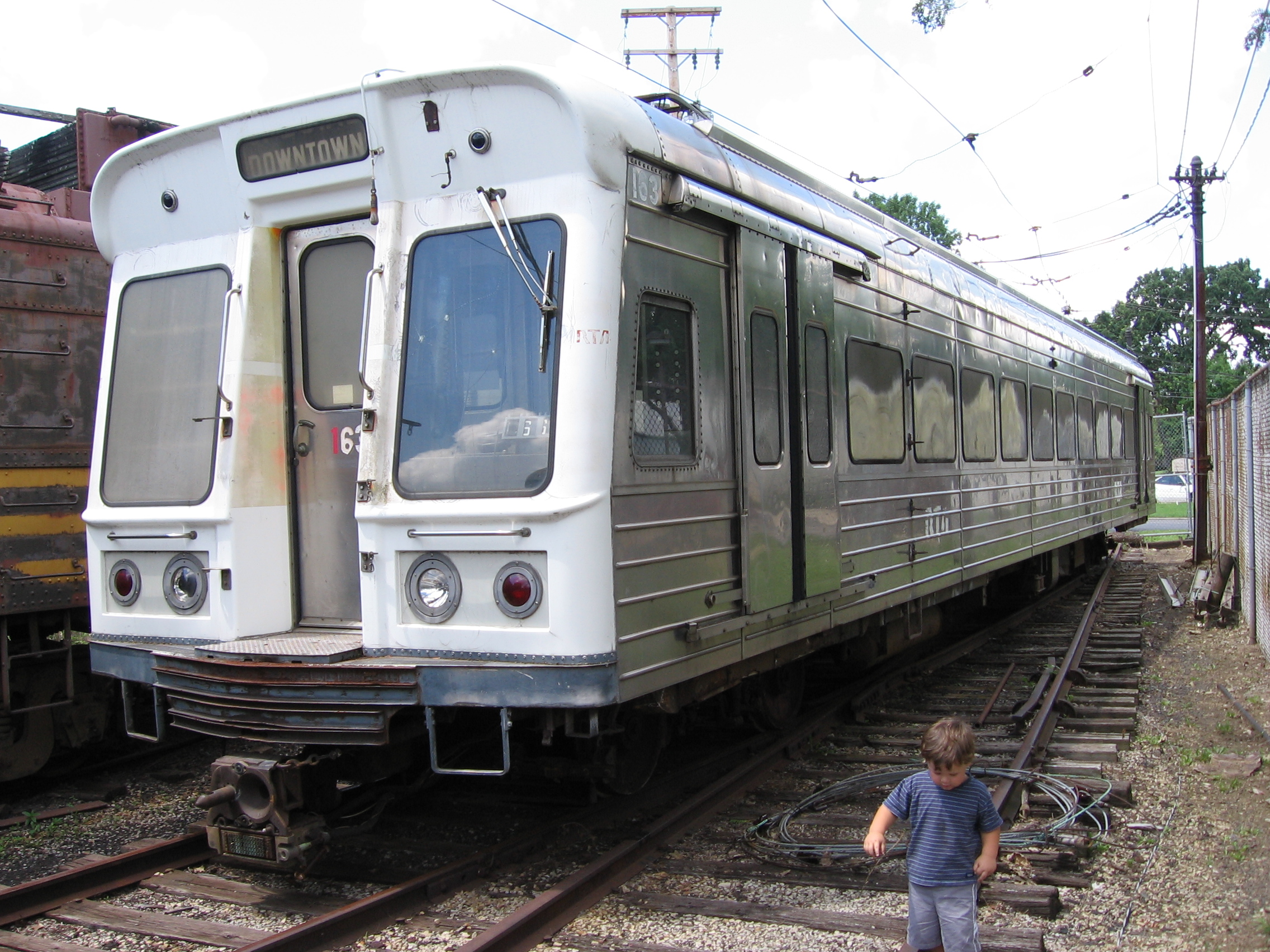
Ein Airporter

Für die Verlängerung zum Flughafen wurden dagegen keine Bluebirds mehr beschafft, sondern 30 Stück eines völlig neuen Fahrzeugtyps. Die 30 Solotriebwagen von Pullman Standard waren mit 21,34 m deutlich länger und wurden speziell auf den neuen Einsatzzweck zugeschnitten – sie erhielten im Innern große Gepäckregale, Klimaanlage und wurden als „Airporters“ („Flughafenwagen“) vermarktet. Der Wagenkasten bestand aus rostfreiem Stahl und besaß eine abgeschrägte Front aus glasfaserverstärktem Kunststoff. Mit den Airporters wurden Züge mit einer Länge von ein bis vier Wagen gebildet.
Tokyu-Wagen

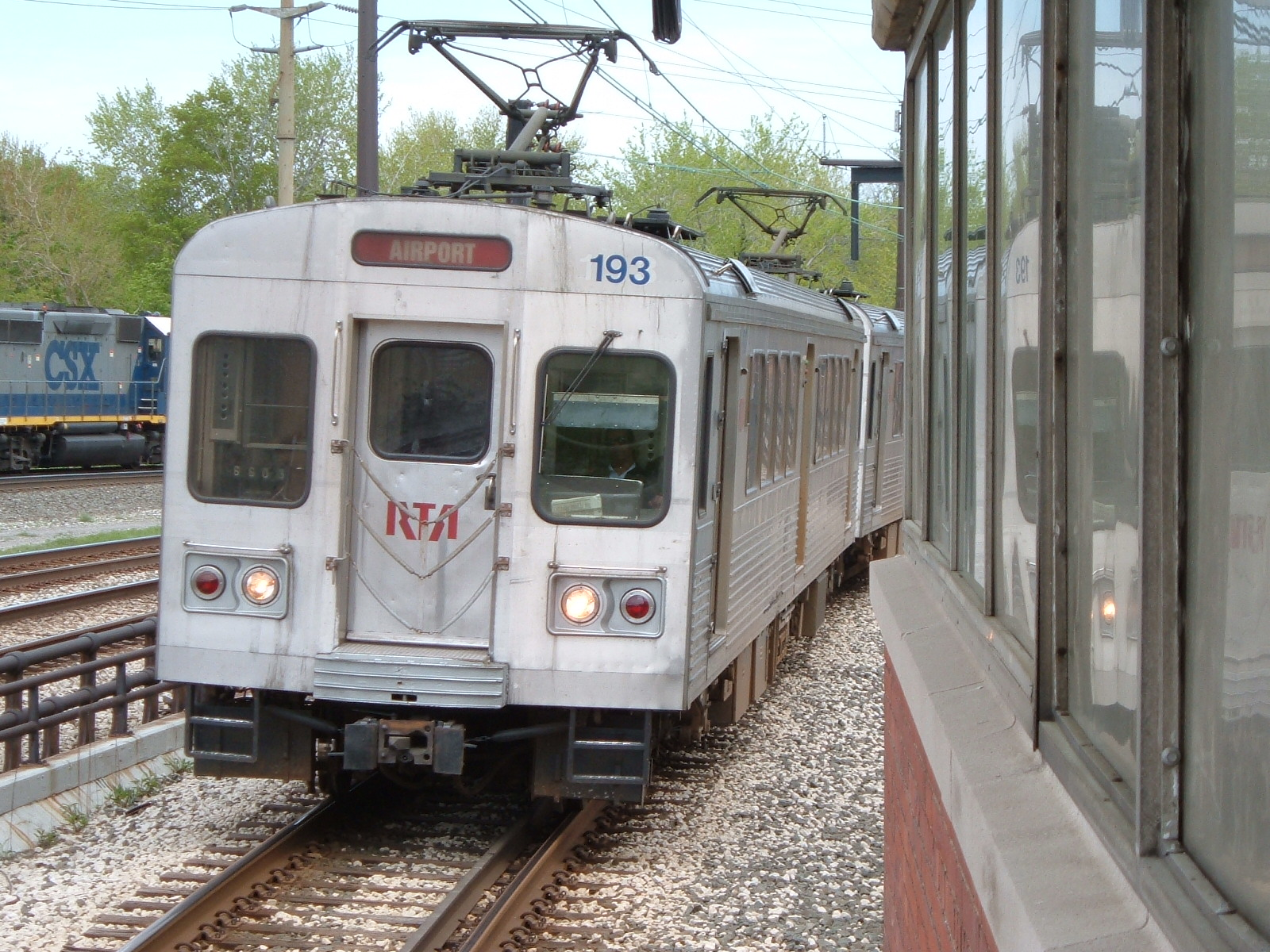
Der Tokyu-Wagen

Beide genannten Typen wurden auf Grund ihres hohen Wartungsaufwands bereits 1985 durch insgesamt 60 Fahrzeuge des gleichnamigen japanischen Herstellers Tokyu Car ersetzt. Die Solotriebwagen sind 23,11 m lang, haben drei Taschenschiebetüren je Seite und wiederum Klimaanlage. Ihr Wagenkasten besteht aus rostfreiem Stahl und ist nicht farbig lackiert. Die bauartbedingte Höchstgeschwindigkeit beträgt 60 mph (96 km/h). Die Wagen gelten als sehr zuverlässig.

#### Siemens S200
Im Januar 2023 wurde die geplante Beschaffung von neuen Stadtbahnwagen angekündigt, um die Tokyu-Wagen zu ersetzen. Gründe für den Ersatz sind, dass die derzeit eingesetzten Fahrzeuge aufgrund steigender Ausfälle und steigender Betriebskosten nicht mehr wirtschaftlich zu betreiben sind, sowie ein derzeit bestehender Fahrzeugmangel, da aufgrund der Abstellung und Verwendung als Ersatzteilspender von 20 Wagen derzeit nur 40 Wagen betriebsfähig sind. Um von Skaleneffekten zu profitieren, wurde beschlossen, Fahrzeuge zu beschaffen, welche auch auf der grünen Linie und der blauen Linie, welche als konventionelle Stadtbahnen Cleveland mit Shaker Heights verbinden, eingesetzt werden können und dort die derzeit eingesetzten Stadtbahnwagen des italienischen Herstellers Breda ersetzen würden, von denen zwischen 1980 und 1981 insgesamt 48 Stück gebaut wurden und von denen nach Abstellungen heute noch 34 Stück eingesetzt werden. Um die Infrastruktur der roten Linie an die neuen Fahrzeuge anzupassen, ist die Aufschotterung und die Anpassung der Bahnsteigkanten der Bahnsteiggleise an den Stationen vorgesehen, um nach der Beschaffung weitere Direktverbindungen über die Strecken der roten, der grünen und der blauen Linie zu ermöglichen.
Am 5. April 2023 wurde offiziell bekannt gegeben, dass dafür Fahrzeuge vom Typ S200 des Herstellers Siemens, wie sie bereits in San Francisco und in Calgary eingesetzt werden, beschafft werden sollen, wobei die Beschaffung von zunächst 24 Fahrzeugen für die rote Linie am 18. April 2023 offiziell beschlossen werden soll, obwohl die Finanzierung noch nicht vollständig geklärt ist.
Der Einsatz der Fahrzeuge, welche als Hochflurwagen ausgelegt und sowohl über Hocheinstiege als auch über Tiefeinstiege verfügen werden, ist ab 2026 vorgesehen, wobei der vorgesehene Beschaffungsvertrag für die Fahrzeuge, die für die rote Linie vorgesehen sind, insgesamt 164 Mio. US-$, davon 40 Mio. US-$ für die Gestaltung, welche 15 Monate in Anspruch nehmen wird, Ersatzteile, Werkzeuge sowie für Schulungen des Personals vorgesehen sind, sowie eine Option für insgesamt 36 Fahrzeuge für die blaue und die grüne Linie beinhaltet. Bei Anwendung der Option würde der Vertragswert insgesamt 393 Mio. US-$ betragen, wobei auch die Anpassung der restlichen Stationen sowie der Betriebshöfe vorgesehen ist. Im Rahmen der Beschaffung wird erwartet, dass die neuen Fahrzeuge eine Reduzierung der Instandhaltungskosten, die sich im Verlauf der letzten zehn Jahre um 148 Prozent erhöht hatten, pro Fahrzeug um ca. 80.000 US-$ pro Wagen und Jahr sowie eine Erhöhung der durchschnittlichen Distanz zwischen zwei Ausfällen von derzeit 10.000 Meilen (ca. 16.093,44 Kilometer) auf 80.000 Meilen (ca. 128.747,52 Kilometer) ermöglichen werden. Darüber hinaus ist langfristig auch die Beschaffung zusätzlicher Fahrzeuge für eine neue Stadtbahnlinie zwischen Tower City-Public Square und Louis Stokes-Windermere vorgesehen, welche eine BRT-Linie ersetzen würde.

### Fahrbetrieb
Die Züge auf der Red Line bestehen im Regelfall aus zwei Tokyu-Wagen. Die Betriebszeit reicht von 4:30 bis 1:00 Uhr auf dem westlichen und von 3:00 Uhr bis 0:00 Uhr auf dem östlichen Streckenast. Dies liegt an den unterschiedlichen Arbeitsgewohnheiten der Bewohner der jeweiligen Stadtviertel. Die Fahrtzeit zwischen Windermere und Tower City beträgt 20 Minuten, zwischen Tower City und dem Flughafen 26 Minuten.
Die Taktzeit liegt während der Hauptverkehrszeit bei 15 Minuten, abends und an den Wochenenden bei 20 Minuten. Zu den Stoßzeiten verkehren zwischen Brook Park und Tower City vier zusätzliche Züge pro Stunde und Richtung. Das Angebot wurde in den letzten Jahrzehnten infolge stark zurückgehender Fahrgastzahlen erheblich ausgedünnt. 1970 verkehrten die Züge noch alle 6 – 8 Minuten und zur Stoßzeit alle 4 Minuten.
Fahrkarten können nur an Schaltern in den Stationen erworben werden. Abends und an den Wochenenden, wenn die meisten Stationen unbesetzt sind, erfolgt stattdessen Kontrollierter Einstieg. Die früher vorhandenen Drehkreuze an den Bahnhöfen wurden im Vorgriff auf ein neues Bezahlungssystem auf Basis von SmartCards abgebaut.
Die Red Line beförderte 2008 rund 5,9 Millionen Fahrgäste. Dies entspricht nur einem Bruchteil der ursprünglichen Werte, denn die Bahn bekam von Beginn an den Trend zum Automobil und zur Suburbanisierung zu spüren. Die Fahrgastzahlen gingen nach einem Höchststand von 18,3 Millionen 1959/60 immer weiter zurück, unterbrochen von einer kurzen Stabilisierung während der Ölkrise. Den Tiefpunkt markierte das Jahr 1993 mit gut 4 Millionen Fahrgästen. Seitdem ist wieder ein langsamer Anstieg zu verzeichnen.

## Kritiken
Fachleute kritisieren, dass die Red Line insgesamt nur „einen Bruchteil ihres Potentials“ ausschöpfe. Zwar seien Zustand und Bedienungsangebot erheblich besser als in vergleichbaren US-amerikanischen Städten, dennoch sei das bisherige Ergebnis „enttäuschend“.
Speziell führen die Züge unnötig langsam, obwohl Fahrzeuge, Streckenführung und auch die weiten Stationsabstände höhere Geschwindigkeiten ohne Weiteres zuließen. Seit Einführung der elektronischen Zugsicherung würde die Höchstgeschwindigkeit auf 55 mph (88 km/h) gehalten, wodurch sich die Reisezeiten um ein Drittel verlängert hätten.
Ebenso sei auffallend, dass die Fahrgastzahlen auf dem östlichen Streckenabschnitt um ein Drittel niedriger lägen als auf dem westlichen. Dies wird auf fehlende Park-and-Ride-Anlagen und eine im Vergleich zur Lage der Innenstadt ungünstige Streckenführung zurückgeführt. Auch werde der Osten der Stadt aufgrund seiner höheren Kriminalitätsrate gemieden.
Vor allem jedoch sei die Erschließung der Innenstadt und einiger anderer wichtiger Fahrtziele nicht direkt genug. Die Red Line habe mit Tower City-Public Square nur eine einzige Station in der Innenstadt, die aber auch nur an deren südlichem Rand läge. Zahlreiche Anziehungspunkte außerhalb, wie im Bereich der Station University Circle, seien zwar durch Pendelbusse angebunden, deren Fahrpläne seien jedoch nur schlecht auf die Red Line abgestimmt.
Ein weiteres Problem läge in der Tatsache begründet, dass die Fahrzeuge der Red Line auf Hochbahnsteige ausgelegt seien. Dies erhöhe die Baukosten und mache den Betrieb unflexibel, weil sämtliche Streckenabschnitte kreuzungsfrei angelegt werden müssten und keine Straßenzüge befahren werden könnten. Dies stünde auch im Gegensatz zur Shaker Heights Line, so dass zwei inkompatible Fahrzeugtypen und Bahnsteighöhen existierten und die Züge nicht auf die jeweils andere Strecke überwechseln könnten.